# Adèle Kamm
Pour les articles homonymes, voir Kamm.
Adèle Kamm (1er octobre 1885 à Lausanne en Suisse - 14 mars 1911 à Leysin en Suisse) est la fondatrice d'une association de malades et un écrivain.

## Biographie
À 20 ans, après avoir achevé ses études en Angleterre, elle tombe malade, d'abord une pleurésie, puis trois ans plus tard, une tuberculose, qui est diagnostiquée comme incurable.
De confession protestante, hospitalisée au sanatorium de Leysin, Adèle Kamm fonde, avec une autre malade, Louise Devenoge, une petite association de malades dont l'objectif est d'amener les malades à échanger entre eux leurs réflexions. 
Comme le souligne Henry Bordeaux : « Ces jeunes filles ont remarqué que l'on ne sait pas bien parler aux malades. Ils éprouvent sans cesse la sensation déprimante d'être rejetés hors de l'existence commune, diminués, un peu méprisés. On les plaint trop, on ne les comprend jamais tout à fait ».
Les deux jeunes femmes font circuler entre les malades un petit cahier intitulé Les Coccinelles sur lequel chacun peut écrire son ressenti sur sa maladie et les épreuves qu'il traverse. Pour Adèle Kamm, il ne s'agit pas, dans ce cahier, de faire œuvre d'apostolat, mais de témoigner et de faire témoigner, d'écrire quelque chose de sincère, sans tristesse, « la joie est un devoir ».
Paul Seippel, son biographe, souligne qu'Adèle Kamm avait confiance dans la bonté de ceux qui l'entouraient et elle-même affirmait que ce qui lui procurait le plus de bonheur était la confiance qui pouvait exister entre les êtres humains.
Cette petite association devient une union suisse de malades, l'association Union des Coccinelles, qui visite les malades,, œuvre dirigée par Geneviève Boegner à partir de 1913 et qui sera à l'origine de la création de l'Union catholique des malades par Louis Peyrot.
À la demande du pasteur Hoffet, elle écrit une brochure : Joyeux dans l'affliction (Fröhlich in Trübsal),. Elle entretient également une correspondance avec des prisonniers.
Grâce au succès de Joyeux dans l'affliction, qui lui procure les premiers fonds, Adèle Kamm crée, à Genève, une galerie de cure d'air pour les incurables. L'établissement ouvre en juin 1910 au Pré Jérôme. C'est à cette époque qu'elle écrit à son pasteur : « La création de la cure d'air de Genève m'occupe tellement que je n'ai vraiment pas le temps de mourir en ce moment. ».
La réputation d'Adèle Kamm s'élargit peu à peu au-delà de Leysin et de la Suisse. Vers 1910, elle reçoit la visite de Lady d'Aberdeen, vice-reine d'Irlande, présidente du Conseil international des femmes, fondé en 1888 aux États-Unis, qui avait entrepris dans son pays la lutte contre la tuberculose.
Pendant les premières années de la guerre, en 1914 et 1915, le pasteur Charles-Édouard Babut cite Adèle Kamm dans ses sermons.

## Une sainte protestante
En 1912, l'écrivain suisse Paul Seippel, l'ami de Romain Rolland, écrit la biographie d'Adèle Kamm, celle qu'il appelle 
« une sainte protestante »,,,. Ce livre est l'un des plus forts tirages de la littérature romande de l'époque. Largement réédité il a été traduit en au moins sept langues, dont l'allemand, l'anglais (traduction Olive Wyon), l'espéranto (traduction René de Saussure), le finnois, l'italien et le suédois.

« Voici, arrivé à  l'instant, le livre  ému, et tout  simple, que M. Paul Seippel consacre à la mémoire d'une jeune fille, d'une jeune Lausannoise, Adèle Kamm. C'est une vie de sainte. M. Seippel s'est contenté de recueillir pieusement, en une coupe sans parure, le parfum exquis, salubre, et si purement exaltant, d'une âme virginale. »

— Edmond Gilliard, Bibliothèque universelle et Revue suisse (1912)

## Publications
- Joyeux dans l'affliction, imprimerie Reggiani & Renaud, lieu de publication non connu, 1910, 42 p.[21]

Traductions de Joyeux dans l'affliction
- (nl) Blijmoedig in het lijden, Amsterdam 1912[22]
- (sv) Glada i bedrövelsen, Lindblad, 1915[23]
- (fi) Iloisia murheessa, Gummerus, 1920[24]
- (eo) Eĉ en doloro ni estu ĝojaj! Paris: Librairie de l'Esperanto, 1920, 39 paĝoj, par Maria Milsom (eo) (E. Ramo)[25]
- (de) Fröhlich in Trübsal, 1927, Strasbourg, impr. Ch. Hiller, Buchhandlung der Evang. Gesellschaft[6]